# Charlottenfelde
Charlottenfelde ist ein Gemeindeteil von Petkus, einem Ortsteil der Stadt Baruth/Mark im Landkreis Teltow-Fläming in Brandenburg, Deutschland.

## Geographie
Charlottenfelde liegt rund 50 Kilometer von der Südgrenze der Stadt Berlin und rund fünfzehn Kilometer südwestlich von Baruth entfernt, direkt am Golmberg, der höchsten Erhebung des Niederen Flämings. Nachbarorte von Charlottenfelde sind (im Uhrzeigersinn, von Westen beginnend) Ließen und Petkus (Ortsteile von Baruth) sowie Wahlsdorf (Ortsteil der Stadt Dahme/Mark) und Schlenzer (Ortsteil der Gemeinde Niederer Fläming).
Charlottenfelde liegt an der in Ost-West-Richtung verlaufenden Bundesstraße 115 zwischen Baruth und Jüterbog.

## Geschichte

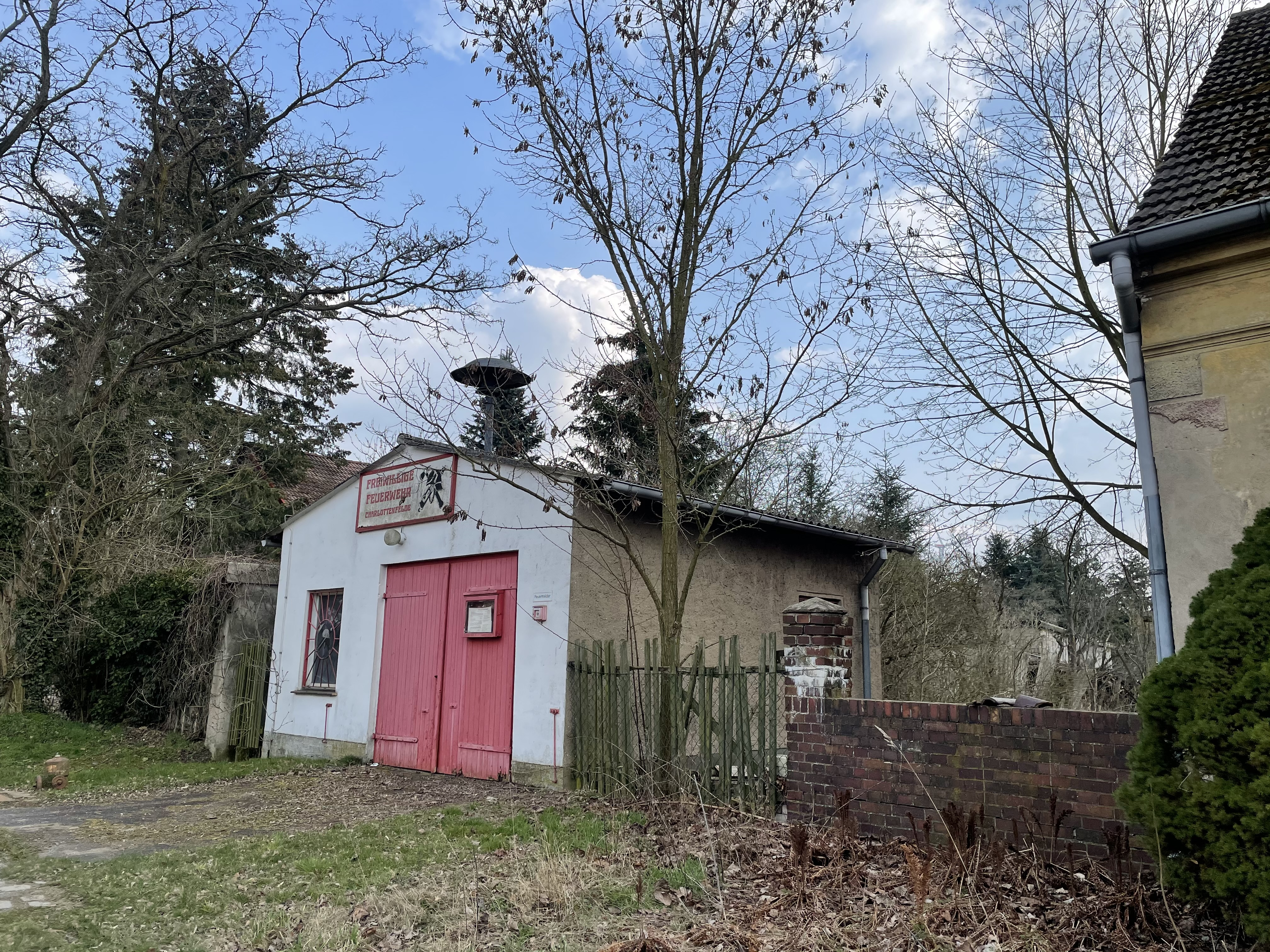
Gebäude der Freiwilligen Feuerwehr

Im Schmettauschen Kartenwerk der Jahre 1778/1786 erschien erstmals ein Vorwerk Mehls, das im Jahr 1782 als Kolonie auf der wüsten Feldmark Mehlis vom Gutsbesitzer aus Wahlsdorf angelegt worden war. Dort lebten im Jahr 1791 insgesamt zehn Kossäten sowie ein Hausmann oder Einlieger. Das Koloniedorf war im Jahr 1801 insgesamt zwölf Hufen groß und von zehn Ganzkossäten besetzt, die elf Feuerstellen (=Haushalte) betrieben. Im Jahr 1818 erschienen erstmals ein Gast- und Schankwirt sowie ein Grützmüller. Die Bezeichnung Charlottenfelde/Mehls wurde 1836 erstmals benutzt; ein Jahr später bestand das Koloniedorf aus zehn Wohnhäusern. Das Dorf wurde im Jahr 1858 zur Landgemeinde, in der ein öffentliches sowie elf Wohn- und 22 Wirtschaftsgebäude standen. Die Gemarkung war insgesamt 1071 Morgen groß, von denen 603 Morgen als Acker genutzt wurden. 423 Morgen waren bewaldet, 13 Morgen dienten als Gartenland, zwei Morgen als Wiese und 30 Morgen waren mit Gehöften bebaut. Drei Jahre später erschien in einer Ortschaftsstatistik das Dorf Charlottenfelde ohne den historischen Zusatz.
Aus dem Viehstands- und Obstbaumlexikon ist bekannt, dass im Jahr 1900 im Dorf 22 Häuser standen. Im Ort wohnten neben einem Lehrer sechs Kossäten, die 31,75 Hektar, 28,20 Hektar, 27,25 Hektar, 24,85 Hektar, 22,25 Hektar und 21,25 Hektar bewirtschafteten. Die Gemarkung war in Summe 250 Hektar groß; auf ihr gab es 1902 außerdem eine Hühnerfarm. Das Gemeindelexikon aus dem Jahr 1932 führt für das Jahr 1931 insgesamt 24 Wohnhäuser mit 26 Haushaltungen auf. Im Jahr 1939 gab es im Dorf fünf land- und forstwirtschaftliche Betriebe, die zwischen 20 und 100 Hektar groß waren, zwei Betriebe zwischen 10 und 20 Hektar, fünf Betriebe zwischen 5 und 10 Hektar sowie 14 Betriebe zwischen 0,5 und 5 Hektar.
Nach dem Zweiten Weltkrieg wurden im Jahr 1948 insgesamt 144,9 Hektar enteignet, darunter 58,7 Hektar Acker, 0,2 Hektar Gärten, 8,8 Hektar Wiese und Weide, 75 Hektar Wald, 0,2 Hektar Hofräume sowie 1,8 Hektar Gewässer. Von dieser Fläche gingen 20 Hektar an zwei landlose Bauern und Landarbeiter, 55,8 Hektar an neun landarme Bauern sowie 37,6 Hektar an drei Umsiedler. Zwei Altbauern erhielten 7,8 Hektar Waldzulage, 10,6 Hektar gingen an das Land Brandenburg, 11,8 Hektar an die Gemeinde sowie 0,5 Hektar an den Bodenfonds. Im Jahr 1952 gründete sich eine LPG vom Typ I mit 14 Mitgliedern und 85 Hektar landwirtschaftlicher Nutzfläche, die vier Jahre später in eine LPG Typ III überging und 1960 an die LPG Typ III Petkus angeschlossen wurde. Zwischenzeitlich wurde Charlottenfelde im Jahr 1957 als Gemeinde mit dem Wohnplatz Sägewerk geführt. Am 2. Januar 1971 wurde Charlottenfelde nach Petkus eingemeindet. Im Jahr 1983 bestand im Dorf das VEG Petkus Fuhrpark Charlottenfelde.
Am 31. Dezember 2001 wurde Petkus wiederum zusammen mit Dornswalde, Klasdorf, Paplitz und Schöbendorf in die Stadt Baruth eingemeindet.

### Bevölkerungsentwicklung
| Jahr      | 1791 | 1801 | 1817 | 1837 | 1858 | 1871 | 1885 | 1895 | 1905 | 1925 | 1939 | 1946 | 1964 |
| --------- | ---- | ---- | ---- | ---- | ---- | ---- | ---- | ---- | ---- | ---- | ---- | ---- | ---- |
| Einwohner | 82   | 60   | 60   | 68   | 78   | 95   | 115  | 111  | 89   | 98   | 111  | 163  | 119  |